# Дзензерський Денис Вікторович
Дени́с Ві́кторович Дзензе́рський (нар. 22 грудня 1978, м. Дніпропетровськ) — український політик. Народний депутат України.

## Освіта
1995 року закінчив середню школу № 1 у м. Дніпропетровськ і вступив на економічний факультет у Придніпровську державну академію будівництва та архітектури.
2000 року отримав диплом магістра за спеціальністю «Економіка підприємства» Придніпровської державної академії будівництва та архітектури. У старших класах (1993–1995) з метою вдосконалення мовних навичок проходив навчання в Німеччині. Вільно володіє англійською та німецькою мовами.

## Кар'єра
- З 1998 — провідний спеціаліст з зовнішньоекономічних зв'язків НПК «ІСТА» (з 2002 — міжнародна науково-промислова корпорація «ВЕСТА»).
- 2002–2003 — віце-президент з економіки МНПК «ВЕСТА».
- 2003–2006 — заступник голови правління з економіки, 2006-2010 — перший віце-президент ЗАТ «ВЕСТА-Дніпро».
- З 2004 — почесний президент Федерації кіокушин-кан карате України, — голова комітету з нагляду.
- 2010–2012 — перший віце-президент з фінансово-економічних та комерційних питань ПАТ «МНПК «ВЕСТА».

Був членом Політради «Єдиного центру».
Майстер карате (чорний пояс 1-й дан).

## Парламентська діяльність
Народний депутат України 7-го скликання з 12 грудня 2012 від партії Всеукраїнське об'єднання «Батьківщина», № 34 в списку. Секретар Комітету з питань фінансів і банківської діяльності.
Помічений в порушенні ст. 84 Конституції України щодо особистого голосування у Верховній Раді. 

## Особисте життя
Був одружений з Дзензерською Маріанною Оганесівною. Від шлюбу  має двох дітей: син Дзензерський Олександр Денисович та донька Дзензерська Єлизавета Денисівна. Наразі проживає з народним депутатом України VIII скликання Донець Тетяною Анатоліївною.

## Нагороди
Орден «За заслуги» III ступеня (2007). Нагрудний знак «За розвиток регіону» Дніпропетровської облдержадміністрації (2009). Почесна грамота Кабінету Міністрів України (2009).